# Youtubers Life
Youtubers Life (укр. Життя ютубера) — відеогра у жанрі симулятора життя, розроблена іспанською студією U-Play Online та випущена 2 лютого 2017 року.

## Ігровий процес
Youtubers Life — це відеогра у жанрі симулятору життя з елементами симулятору економіки. Гравцеві доведеться керувати персонажем, який намагається побудувати кар'єру ютубера . Крім створення відеороликів для свого каналу, гравцеві доведеться взяти під контроль навчання персонажа у освітніх закладах та його соціальним життям. У мірі зростання бізнесу персонажа, гравець також буде керувати своїм персоналом. Від створення відеороликів, доходи, одержувані від реклами у кожному відео, дадуть змогу гравцеві купувати апгрейди для свого обладнання та нове житло. Також гравець може прокачувати рівень навичок свого героя.

## Розробка
Гра була розроблена іспанською студією U-Play Online, незалежною розважальною компанією, що базується в Барселоні. Гра була схвалена в Steam Greenlight у 2015 році, та випущена в Steam у стадії раннього доступу 18 травня 2016 року. 2 лютого 2017 року гра вийшла з раннього доступу. У листопаді 2018 року гра Youtubers Life OMG! Edition була випущена на Nintendo Switch, PlayStation 4 та Xbox One.